# Lista de prefeitos de Horizontina
Esta é a lista de prefeitos e vice-prefeitos da cidade de Horizontina, localizada no estado brasileiro do Rio Grande do Sul.
| Nº | Nome                         | Partido | Vice-prefeito                       | Início do mandato       | Fim do mandato         | Observações                                                 |
| 1  | Jorge Antônio Dahne Logemann | PSD     | Pedro Paulo Barriles                | 1º de fevereiro de 1955 | 1º de janeiro de 1960  | Prefeito e vice eleitos                                     |
| 2  | Pedro Paulo Barriles         | PTB     | Alfonso Alfredo Lückemeyer (PSD)    | 1º de janeiro de 1960   | 1º de janeiro de 1964  | Prefeito e vice eleitos                                     |
| 3  | Alfonso Alfredo Lückemeyer   | ARENA   | —                                   | 1º de janeiro de 1964   | 30 de julho de 1971    | Prefeito nomeado                                            |
| 4  | Walter Bündchen              | ARENA   | —                                   | 30 de julho de 1971     | 30 de agosto de 1975   | Prefeito nomeado                                            |
| 5  | Irineu Colato                | ARENA   | —                                   | 30 de agosto de 1975    | 30 de maio de 1982     | Prefeito nomeado                                            |
| 6  | José Luiz Ruschel            | PDS     | —                                   | 30 de maio de 1982      | 31 de dezembro de 1985 | Prefeito nomeado                                            |
| 7  | Vicente Francisco Sartor     | PDS     | Celito Saviczki                     | 1º de janeiro de 1986   | 31 de dezembro de 1988 | Prefeito e vice eleitos                                     |
| 8  | José Luiz Ruschel            | PDS     | Silvano Leopoldo Hirt               | 1º de janeiro de 1989   | 31 de dezembro de 1992 | Prefeito e vice eleitos                                     |
| 9  | João de Oliveira Borges      | PDT     | Adalberto José Sartor               | 1º de janeiro de 1993   | 31 de dezembro de 1996 | Prefeito e vice eleitos                                     |
| 10 | Eduardo Jorge Horst          | PDT     | Nildo Hickmann                      | 1º de janeiro de 1997   | 31 de dezembro de 2000 | Prefeito e vice eleitos                                     |
| 11 | Irineu Colato                | PPB     | Carlos Berwian (PMDB)               | 1º de janeiro de 2001   | 30 de julho de 2004    | Prefeito e vice eleitos cassados por decisão judicial (TSE) |
| —  | Averi Luiz Padoin            | PPB     | —                                   | 30 de julho de 2004     | 31 de dezembro de 2004 | Presidente da Câmara municipal                              |
| 12 | João de Oliveira Borges      | PDT     | Eduardo Jorge Horst (PTB)           | 1º de janeiro de 2005   | 31 de dezembro de 2008 | Prefeito e vice eleitos                                     |
| 13 | Irineu Colato                | PP      | Ricardo Alexandre Sauer (PMDB)      | 1º de janeiro de 2009   | 31 de dezembro de 2012 | Prefeito e vice eleitos                                     |
| 14 | Nildo Hickmann               | PT      | Dionir Bianchi (PSB)                | 1º de janeiro de 2013   | 31 de dezembro de 2016 | Prefeito e vice eleitos                                     |
| 15 | Antonio Otacilio Lajus       | PPS     | Jones Jehn da Cunha (PDT)           | 1º de janeiro de 2017   | 31 de dezembro de 2020 | Prefeito e vice eleitos                                     |
| 16 | Jones Jehn da Cunha          | PDT     | Zuleica Joseli Savicki Wehner (PDT) | 1º de janeiro de 2021   | 31 de dezembro de 2024 | Prefeito e vice eleitos                                     |
| 16 | Jones Jehn da Cunha          | PDT     | Gladimir José Ames (CDD)            | 1º de janeiro de 2025   | Atualidade             | Prefeito reeleito e vice eleito                             |

Legenda
| cor   | significado                                                                      |
| verde | mandatários eleitos por votação direta ou indireta (pela câmara municipal)       |
| bege  | mandatários nomeados diretamente pelo governo central durante a ditadura militar |